# Pseudocaryopteris
Pseudocaryopteris es un género con tres especies  perteneciente a la familia Lamiaceae. Es originario de las regiones tropicales de Asia y China.

## Especies
- Pseudocaryopteris bicolor (Roxb. ex Hardw.) P.D.Cantino
- Pseudocaryopteris foetida (D.Don) P.D.Cantino
- Pseudocaryopteris paniculata (C.B.Clarke) P.D.Cantino